# Gioco in stile tedesco

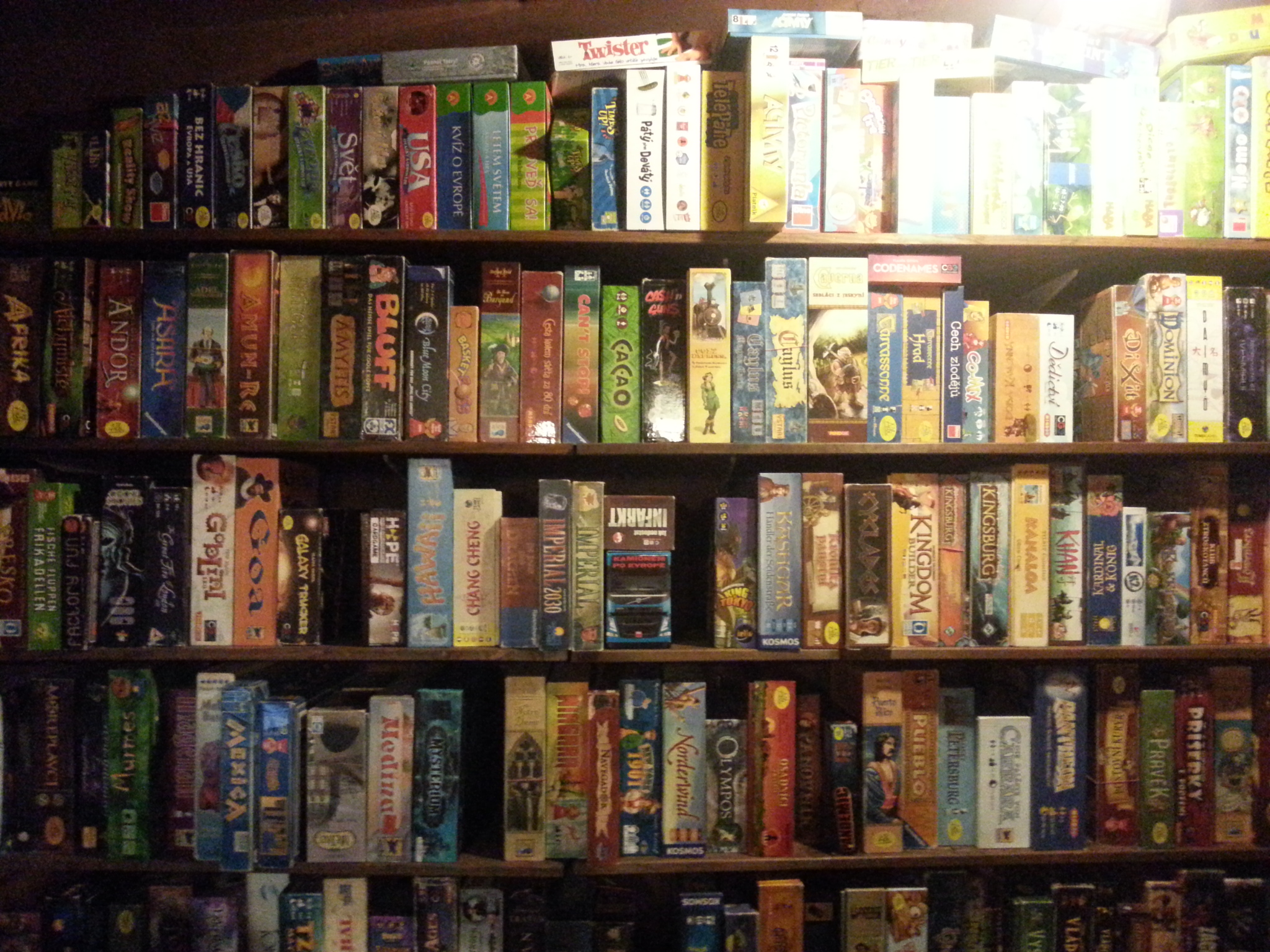
Scaffale pieno di scatole di giochi da tavolo in una ludoteca di Praga nel 2016

Un gioco in stile tedesco (o gioco alla tedesca), detto anche gioco in stile europeo (o gioco alla europea), è un gioco da tavolo o di carte appartenente a un'ampia categoria di giochi sviluppatasi a partire dagli anni ottanta in Germania che si caratterizzano per le regole semplici, partite brevi, meccaniche di gioco astratte o comunque poco legate all'ambientazione e l'uso di materiali curati.
In genere i giochi in stile tedesco vengono tipologicamente contrapposti ai cosiddetti "giochi americani" o "giochi da tavolo all'americana", diametralmente opposti nelle meccaniche. Esistono comunque molti giochi da tavolo che non risultano prettamente classificabili né come "giochi alla tedesca" né come "giochi americani", presentando elementi caratteristici di entrambi questi tipi. Rappresenta uno dei filoni più vitali e innovativi nel mercato dei giochi da tavolo. Infatti la Germania detiene il primato europeo del numero di giochi prodotti. Non a caso è tedesco anche il più prestigioso premio per questa categoria di prodotti, lo Spiel des Jahres ("Gioco dell'anno"), anche se ormai il termine indica uno stile di giochi e non la provenienza geografica.

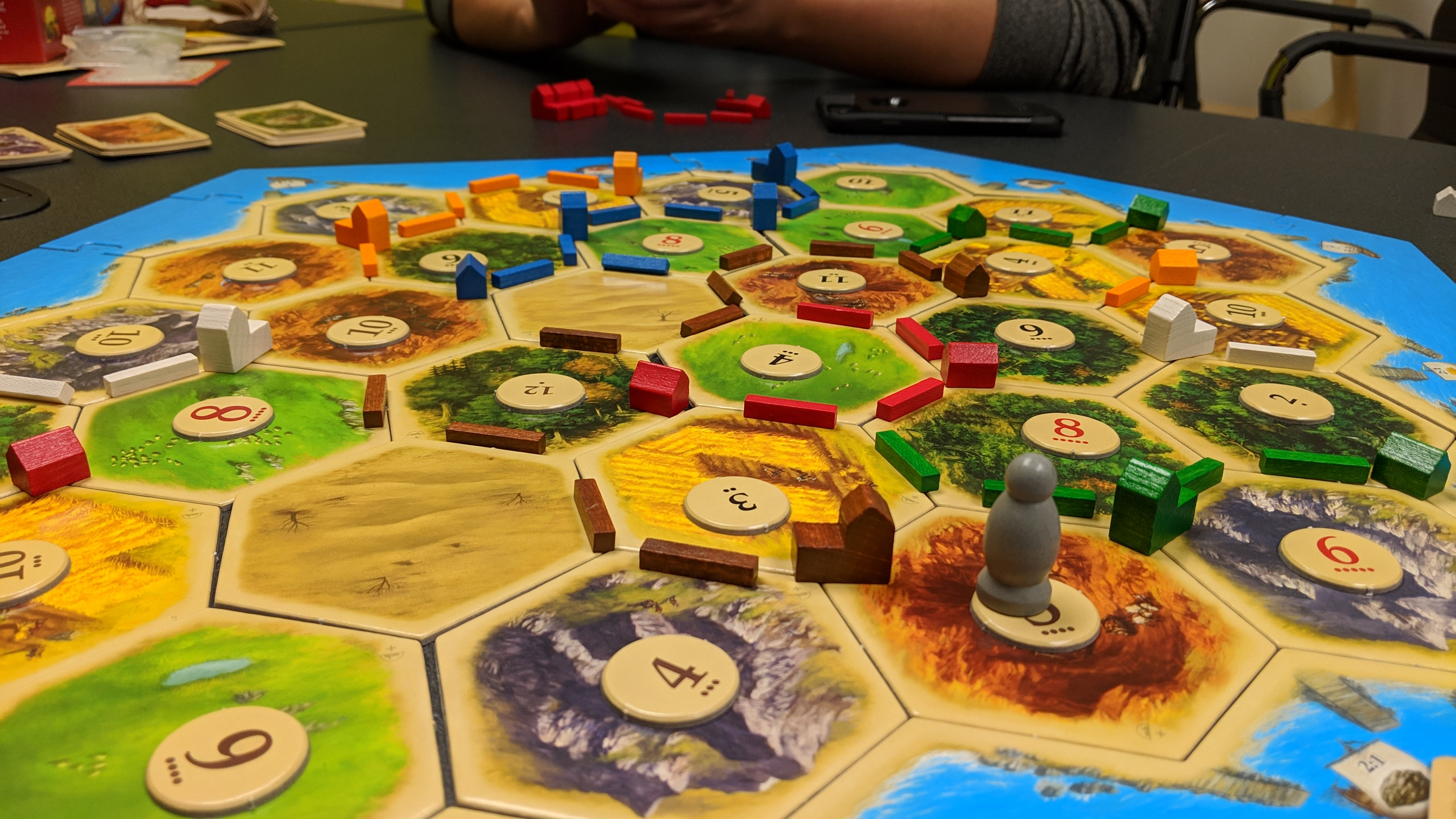
Il tabellone de I coloni di Catan

Questo stile di creare giochi si è diffuso dalla Germania anche nei vicini paesi europei, quindi i giochi di questo tipo sono detti anche eurogame in inglese, e successivamente nel resto del mondo. Il termine indica pertanto uno stile di creazione dei giochi da tavolo e non la loro provenienza geografica. Fra i giochi in stile tedesco più celebri si devono certamente citare I coloni di Catan, forse il più famoso in assoluto e sicuramente il primo ad avere acquisito un grande successo internazionale, Puerto Rico, Agricola, Ticket to Ride  e Carcassonne.

## Caratteristiche

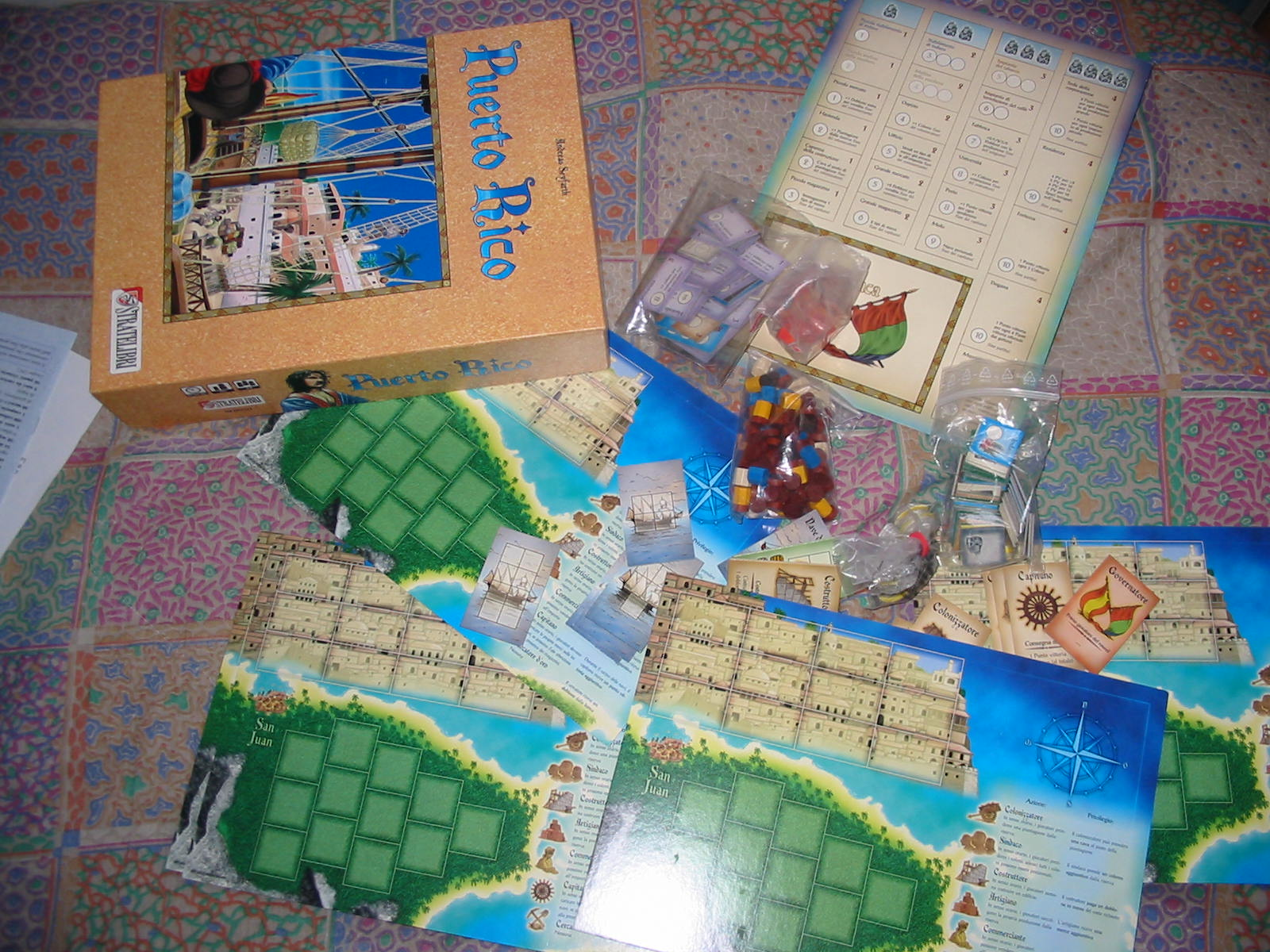
Componenti di Puerto Rico

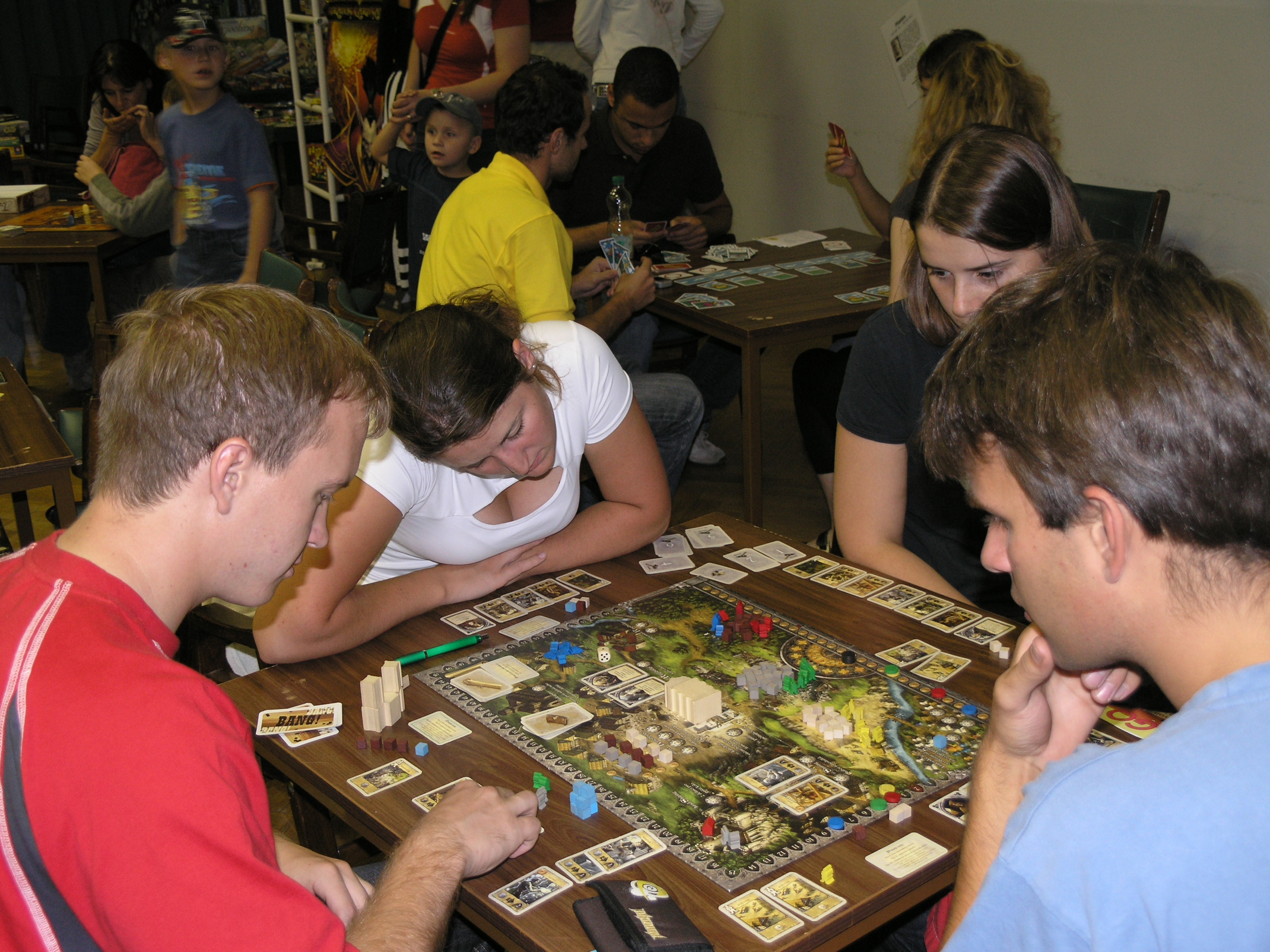
Partita di I pilastri della Terra in corso

La caratterizzazione di un gioco in stile tedesco è basata, secondo Andrea Angiolino, su alcune caratteristiche tipiche della famiglia, quali: regole semplici, componentistica di qualità, partite di breve durata (da meno di mezz'ora a un paio d'ore al massimo), meccaniche astratte e poco dipendenti dall'ambientazione.
Altre caratteristiche sono l'evidenziazione del nome dell'autore in copertina, e spesso anche dell'artista della grafica, e il facilitare scontri indiretti tra i giocatori piuttosto che conflitti diretti.

### Meccaniche
I giochi in stile tedesco si caratterizzano in particolare per l'uso di una o più peculiari meccaniche, anche se esistono eccezioni e casi particolari.

#### Piazzamento tessere
Durante il gioco i giocatori piazzano tessere seguendo varie regole e rispettando vari vincoli. Il piazzamento fa ottenere loro vantaggi, risorse o punti vittoria.
Alcuni giochi che ne fanno uso: Carcassonne, Tigris & Euphrates, Alhambra, Tikal.

#### Aste
Questo meccanica richiede che i giocatori facciano delle offerte, di solito in soldi, sugli oggetti di un'asta (beni, risorse ecc.) al fine di migliorare la loro posizione nel gioco. I beni guadagnati permettono loro di compiere azioni future o di migliorare la loro posizione o l'ordine di gioco (come in Fist of Dragonstones).
Alcuni giochi che ne fanno uso: Modern Art, Alta Tensione, Il Trono di Spade.

#### Commercio e negoziazione
I giocatori possono commerciare e negoziare risorse tra di loro o con il gioco. In alcuni giochi come Die Händler von Genua (I mercanti di Genova) possono essere contrattati anche servizi dei giocatori (azioni di gioco), non solo azioni.
Alcuni giochi che usano questa meccanica: I coloni di Catan, Semenza.

#### Collezione di oggetti
L'obiettivo di molti giochi in stile tedesco prevede l'assegnamento di punti basati sulla collezione di oggetti.
Per esempio in Semenza si collezionano diversi tipi di fagioli, mentre ne I coloni di Catan è presente un meccanismo per convertire risorse in risorse di maggior valore, come villaggi, strade, ecc.. In alcuni giochi ci possono essere più livelli di processo degli oggetti, per esempio Le Havre.
Alcuni giochi che usano questa meccanica: Semenza, Terraforming Mars, I Castelli della Borgogna, 7 Wonders, Pandemia.

#### Controllo area
Consiste nell'ottenere il controllo di un elemento del gioco mediante l'assegnazione di risorse a quell'elemento. Questo può consistere nell'assegnazione di fondi per ottenere una partecipazione in un oggetto oppure il controllo dell'area della mappa in cui si trova l'elemento; il primo tipo di controllo è più tipico di giochi in stile americano, di cui l'esempio più emblematico è la serie di giochi 18XX, mentre i giochi in stile tedesco tendono più verso il controllo diretto dell'area, archetipico di questo meccanismo è Carcassonne.
Alcuni giochi che usano questa meccanica: Diplomacy, El Grande.

#### Selezione dei ruoli
Ogni giocatore a ogni turno seleziona un ruolo o personaggio con particolari poteri: tutti sono tenuti ad eseguire l'azione o le azioni peculiari del personaggio.  Al giocatore di turno va un particolare vantaggio. La prima introduzione di questo meccanismo è probabilmente in Verräter e si è diffusa in altri giochi, ma ha ottenuto la sua consacrazione con Puerto Rico.
Alcuni giochi che usano questa meccanica: 7 Wonders, Citadels, Puerto Rico, Agricola.

#### Piazzamento lavoratori
È il meccanismo con cui si piazzano le proprie pedine (i lavoratori) su edifici o zone sulla mappa, che corrispondono a specifiche azioni. Pur essendo comparso allo stesso tempo della comparsa del meccanismo di selezione dei ruoli in Keydom, viene spesso considerato un'evoluzione di quest'ultimo.
Principali giochi che ne fanno uso: Caylus, Agricola.

#### Deckbuilding
Ogni giocatore inizia con un mazzo di carte individuale, di solito uguale per tutti, e via via durante la partita gioca queste carte, acquisendone nuove (più potenti) ed eliminandone altre, cercando di migliorare il proprio mazzo. Le carte possono avere poteri particolari e permettono di effettuare determinate azioni.
Questa meccanica è chiamata anche Costruzione del mazzo; in questa categoria generalmente si considerano anche quelli che usano il Bag Building (Costruzione del Sacchetto) o il Pool Building, in cui al posto del mazzo di partenza si hanno un insieme di risorse o oggetti.
Alcuni giochi che usano questa meccanica: Dominion, The Legendary El Dorado, Venerdì.

#### Deduzione
I giocatori cercano di scoprire informazioni nascoste sulla base di indizi.
Alcuni giochi che ne fanno uso: Cryptid, Mysterium, Sherlock Holmes consulente investigativo.

### Ruolo della fortuna
Generalmente nei giochi in stile tedesco gli eventi casuali sono determinati dall'estrazione di carte o di tessere, molto più raramente mediante il lancio di dadi, un'eccezione particolarmente degna di nota è quella de I coloni di Catan. Il ruolo della fortuna è solitamente mitigato dal fatto che il giocatore compie le scelte di gioco dopo che gli eventi casuali si sono verificati (estratto la tessera da piazzare in Carcassonne, pescato le carte fagiolo in Bohnanza, tirato i dadi per generare le risorse in I coloni di Catan) invece di decidere l'azione e verificare il risultato con un tiro di dado (come per esempio in Risiko decidere di attaccare e quindi verificare il risultato dell'attacco) quindi ha piena conoscenza del risultato delle sue scelte.

## Autori dei giochi

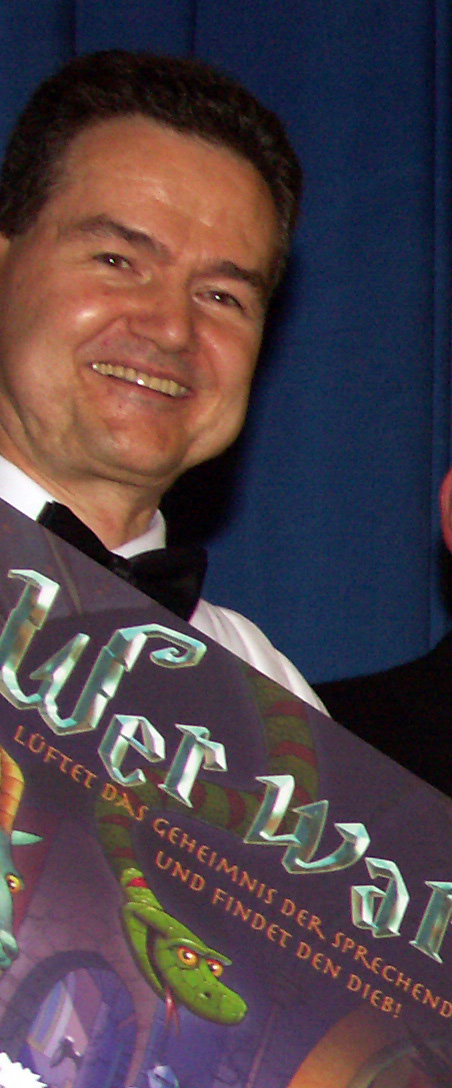
Reiner Knizia

Il nome dell'autore del gioco viene sempre evidenziato sulla scatola e nelle regole.
I principali autori godono di un seguito di entusiasti tra gli appassionati di giochi in stile tedesco e per questo a volte si usa anche il termine "gioco d'autore" per fare riferimento al genere.
Alcuni degli autori più noti di giochi in stile tedesco sono:
- Reiner Knizia è uno degli autori più noti e prolifici; sono stati pubblicati oltre 200 giochi da tavolo di sua invenzione. I temi ricorrenti nei suoi giochi includono aste (come in Ra e Modern Art), piazzamento delle tessere  (Tigris & Euphrates e Einfach Genial ) e metodi di assegnamento del punteggio intricati (Samurai). Ha progettato anche giochi di carte come Lost Cities, Blue Moon e il gioco da tavolo cooperativo Il Signore degli Anelli basato sull'omonima saga.
- Klaus Teuber ha pubblicato un numero ridotto di giochi, ma molti di essi hanno avuto successo e hanno vinto il prestigioso premio Spiel des Jahres. I coloni di Catan è il suo gioco più conosciuto.
- Uwe Rosenberg, autore di giochi che hanno avuto notevoli riconoscimenti e premi, come Agricola (gioco),  Bohnanza, Le Havre.
- Wolfgang Kramer collabora spesso con altri autori. Fra i suoi titoli più noti ci sono El Grande, Tikal, I Principi di Firenze e Torres. I suoi giochi spesso includono un sistema di punti azione ed elementi geometrici.
- Andreas Seyfarth ha progettato i giochi vincitori di premi  Manhattan, Puerto Rico e con Karen Seyfart  Thurn and Taxis
- Alan R. Moon è un autore di giochi britannico che ha progettato molti giochi, spesso con a tema le ferrovie, inclusi Ticket to Ride e Elfenland , vincitori dello Spiel des Jahres. I suoi giochi sono spesso caratterizzati dalla scelta di una singola azione tra diverse, per esempio pescare nuove carte o usare carte pescate in precedenza.
- Sid Sackson prolifico autore statunitense, numerosi suoi giochi sono stati pubblicati in Germania, ma non negli Stati Uniti.

### Autori italiani

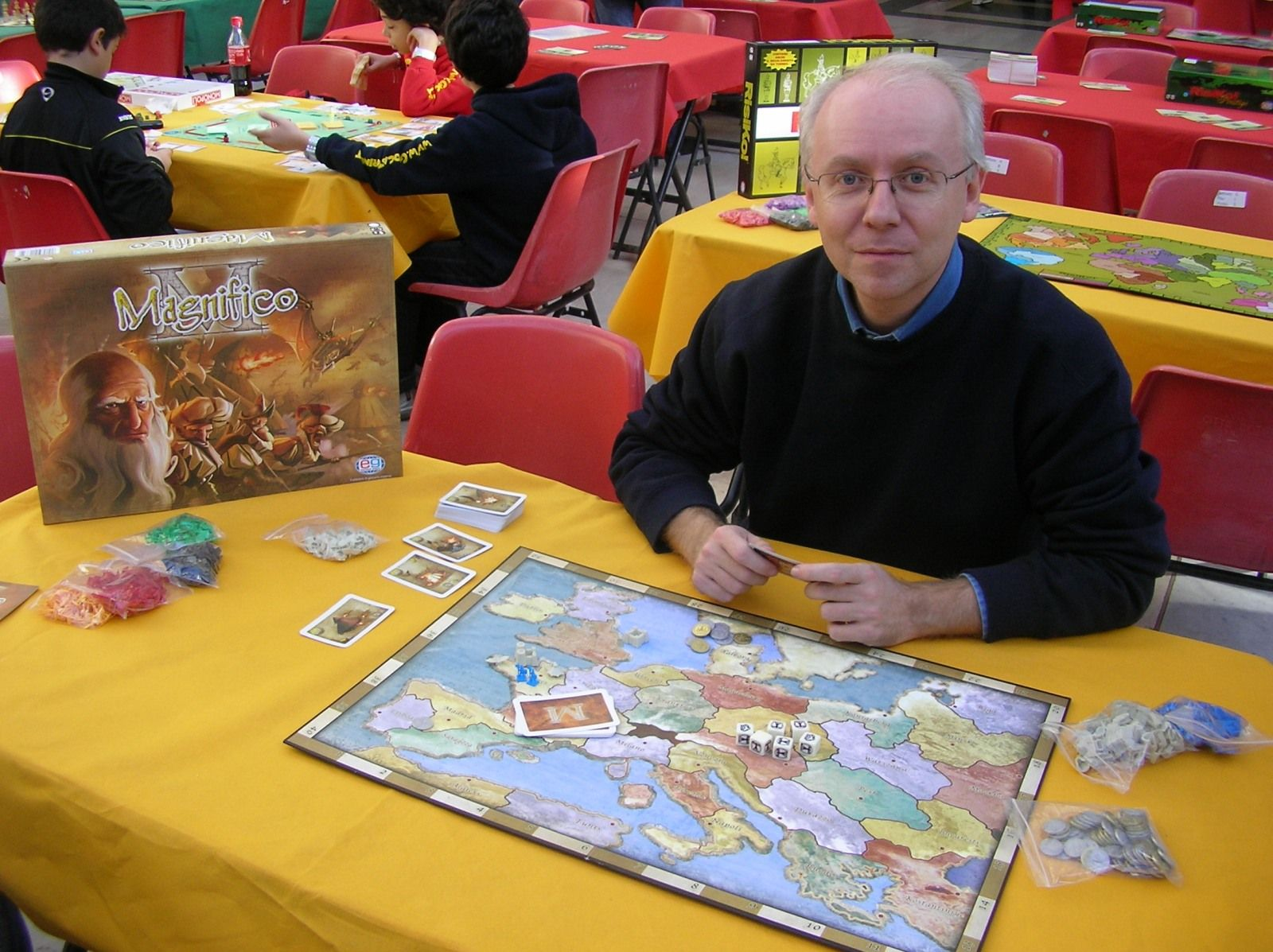
Spartaco Albertarelli

A partire dagli anni duemila si sono affermati sempre di più in ambito internazionale anche gli autori italiani: a partire da Leo Colovini, già coautore con Alex Randolph di vari giochi a partire dagli anni 1980 e Spartaco Albertarelli, autore nonché responsabile per molti anni dello sviluppo della linea RisiKo! per Editrice Giochi.
Inoltre hanno riscosso notevole successo tra gli altri anche Andrea Angiolino con Wings of War, Andrea Chiarvesio, Roberto Di Meglio, Virginio Gigli (sia da solo sia come componente del gruppo Acchittocca), Carlo Emanuele Lanzavecchia, Simone Luciani, Paolo Mori, Francesco Nepitello, Walter Obert, Emiliano Sciarra e Daniele Tascini.

## Editori
In Germania esistono molte case editrici di giochi da tavolo; fra le più importanti ci sono Hans im Glück, Alea Ravensburger, Zoch Verlag, Amigo Spiele, Queen Games, Eggertspiele, Lookout Games, F.X. Schmid, Kosmos, Schmidt Spiele, HABA, Drei Magier Spiele, e Selecta Spielzeug. Spesso le case editrici tedesche si specializzano in linee di giochi simili, come i giochi di carte per due giocatori della Kosmos. All'esterno del mercato di lingua tedesca, i diritti per la vendita sono in genere venduti ad altre società, come Rio Grande Games per il mercato di lingua inglese.

### Editori italiani
A partire dagli anni 2000 si sono affermarti a livello internazionale anche molti nuovi editori italiani, come Giochi Uniti, Asterion Press (ora Asmodee Italia), Cranio Creations, DV Giochi, uplay, accanto a nomi classici come Editrice Giochi e Clementoni.

## Premi

### Premi in Germania
A livello mondiale il premio più prestigioso per i giochi in stile tedesco è Spiel des Jahres.
Questo premio, nato nel 1978, viene assegnato a giochi semplici, adatti alla famiglia; fra i vincitori, oltre ai Coloni di Catan e Carcassonne, vi sono i Ticket to Ride e Elfenland. La giuria del premio, oltre ai giochi Nominati, che concorrono all'attribuzione del premio, stila una lista dei giochi Altamente raccomandati, giochi che per la loro qualità sono comunque raccomandati dalla giuria.
Dal 2011 viene attribuito anche il premio Kennerspiel des Jahres, ovvero il miglior Gioco per Esperti, rivolto ai giochi più complessi, destinati a giocatori esperti. Inoltre dal 1989 esiste anche un premio riservato ai giochi per bambini, lo Kinderspiel des Jahres.
Un altro premio molto noto, sempre attribuito in Germania, è il Deutscher Spiele Preis ("premio per il gioco tedesco") che tende a essere assegnato a giochi più complessi e strategici.

### Premi in Italia
In Italia dal 1993 al 2012 il premio di riferimento per i giochi da tavolo è stato il Best of Show, assegnato da Lucca Games nell'ambito della manifestazione Lucca Comics & Games.
Nel 2013 questo premio è stato trasformato nel premio Gioco dell'Anno, destinato a "promuovere e valorizzare il gioco come bene culturale nelle famiglie e nella società".

## Il mercato internazionale
I giochi tedeschi sono diffusi in tutto il mondo. Nei paesi di lingua tedesca dominano il mercato dei giochi; altrove sono collocati in un mercato di nicchia di estimatori dei giochi da tavolo (una comunità ben rappresentata a livello internazionale anche in organizzazioni come BoardGameGeek). In Italia come negli Stati Uniti si vendono soprattutto i giochi da tavolo classici, non tedeschi, come Risiko!, Monopoly, Cluedo, Scarabeo e via dicendo. Tuttavia le grandi case produttrici e distributrici nel mercato internazionale, come Hasbro, stanno iniziando a mostrare un certo interesse nei confronti della realtà emergente dei giochi tedeschi per l'eventuale acquisto dei diritti.